# Malene Kejlstrup Sørensen
Malene Kejlstrup Sørensen (født 6. juni 2002 i Randers) er en BMX cykelrytter fra Danmark, der er medlem af Randers BMX.
I 2022 blev hun europa- og verdensmester i U23-rækken.

## Karriere
Hun er opvokset i Stevnstrup. Som 10-årig begyndte Malene Kejlstrup at køre BMX hos Randers BMX. Her er hendes far én af grundlæggerne, træner og har designet banen. Hun blev i december 2019 kåret som “Årets Talent i dansk cykelsport”, som den første BMX-rytter nogensinde. I 2020 blev hun for syvende gang danmarksmester i ungdomsrækkerne. 
Ved hendes første deltagelse i danmarksmesterskaberne som senior vandt hun i 2021 guld.

### 2022
I starten af 2022 flyttede Malene Kejlstrup til Ishøj, for at komme tæt på Team Danmarks faciliteter i Brøndby og landstræner Klaus Bøgh Andresen. Senere på året blev hun en del af Danmarks Cykle Unions nyetablerede Nationalt Elite Træningscenter på Vestamager frem mod Sommer-OL 2024.
Ved DM-mesterskaberne i 2022 genvandt hun ikke seniortitlen, selvom hun var den bedste rytter. Kejlstrup Sørensen stillede op som U23-rytter, men kørte i samme heats med den eneste tilmeldte seniorrytter. Her henviste hun i alle tre heats Dorte Balle til andenpladsen, men Balle blev seniormester og Kejlstrup Sørensen U23-mester. Malene Kejlstrup stillede den 9. juli 2022 op til europamesterskaberne der blev afholdt i belgiske Dessel. Her vandt hun i sikker stil mesterskabet i U23-rækken. Tre uger efter EM-triumfen blev verdensmesterskaberne afholdt i Nantes. Her var den danske BMX-rytter hurtigst i sin første runde, i semifinalen og i finalen, og kunne derefter kalde sig U23-verdensmester. I finalen satte hun hurtigere tid end guldvinderen i kvindernes seniorfinale. Hun blev ligeledes nordisk mester i seniorrækken, og sluttede som samlet vinder af U23-European Cup. I september 2022 brækkede Malene Kejlstrup begge albuer efter et styrt ved træning, og var på grund af den efterfølgende operation ikke i aktion i et par måneder.
For hendes præstationer i 2022-sæsonen blev hun kåret til Årets Fund i dansk idræt, som er landets ældste idrætspris, ligesom hun for anden gang i karrieren blev Årets Sportsnavn i Randers Kommune.

### 2023
Den 18.-19. marts sæsondebutetede Malene Kejlstrup, da hun i Verona deltog ved BMX European Cup. Her var hun rykket op i eliterækken. Ved stævnets to afdelinger blev det til tredjepladser i begge. Ved de næste to afdelinger i april i Zolder blev det til én plads i semifinalen og én finaleplads. Herefter lå hun inden de sidste otte afdelinger på en samlet tredjeplads.
1. juli blev hun for anden gang i karrieren dansk seniormester, da hun på hjemmebanen i Randers besejrede Dorte og Rikke Balle. Ugen efter stillede hun op ved europamesterskaberne i franske Besançon. Her kom hun i finalen og vandt sølvmedalje, kun overgået af Zoé Claessens fra Schweiz.

## Udmærkelser
- Årets Talent i dansk cykelsport (2019)[4]
- Thorkild Madsen Fonden (2019)
- Årets Sportsnavn i Randers Kommune (2019, 2022)[1]
- Årets idrætstalent i Randers Kommune (2019)[15]
- Årets Fund (2022)[16]